# (10199) Chariclo
Pour les articles homonymes, voir Chariclo.
(10199) Chariclo, internationalement (10199) Chariklo, est un centaure, un petit corps dont l'orbite croise celle des planètes externes du Système solaire. Découvert le 15 février 1997 par le programme Spacewatch, il est la première planète mineure connue à posséder des anneaux.

## Caractéristiques
Chariclo est actuellement le plus grand centaure connu, avec un diamètre estimé à 250 kilomètres. 2014 NW65 et 2013 TC146 est probablement pour le détrôner avec diamètres de 278 et 258 kilométres, alors que (2060) Chiron est probablement le quatrième plus grand avec un diamètre de 230 kilomètres.

## Anneaux
Grâce à la caméra du télescope Danois de 1,5 mètre, un système de deux anneaux a été annoncé le 26 mars 2014 à la suite de l'observation de l'occultation d'une étoile par le centaure le 3 juin 2013, le premier de 7 kilomètres de largeur a un rayon de 396 kilomètres et le deuxième de 3 kilomètres de largeur et 405 kilomètres de rayon.
C'est, avec le centaure (2060) Chiron, l'un des plus petits objets connus ayant des anneaux. Il apparaît qu'ils ont une source de glace, trouvée grâce au spectre de Chariclo.
L'existence d'un système d'anneaux autour d'une planète mineure est inattendue parce qu'il avait été estimé que des anneaux ne pouvaient pas être stables autour d'un corps aussi peu massif. Les systèmes d'anneaux autour de petits corps n'avaient auparavant pas été découverts en dépit de recherches menées au moyen de l'imagerie directe et des techniques d'occultation stellaires.

## Étymologie
Il porte le nom de Chariclo, nymphe de la mythologie grecque, compagne du centaure Chiron.